# ۱۹۵ (قمری)
۱۹۵ (قمری)، صد و نود و پنجمین سال در گاهشماری هجری قمری است. اول محرم این سال برابر با هشتم اکتبر سال ۸۱۰ میلادی است.

## زادگان
- ۱۰ رجب: محمد تقی امام نهم شیعیان.